# Schauspieler des Jahres
Die Titel Schauspieler des Jahres und Schauspielerin des Jahres werden von der Zeitschrift Theater heute an Schauspieler deutschsprachiger Theater vergeben. Sie ermittelt die Kandidaten innerhalb ihrer jährlichen Umfrage unter mehreren Dutzend Theaterkritikern nach den Höhepunkten des vergangenen Theaterjahres. Männer und Frauen werden gesondert beurteilt; bei Stimmengleichheit unter Geschlechtsgenossen wird der Titel mehrfach vergeben.

## Titelträger
- 1975: Hannelore Hoger und Libgart Schwarz
- 1976: Rosel Zech
- 1977: Dagmar Papula
- 1978: Charlotte Schwab
- 1979: Jürgen Prochnow u. a.
- 1980: Peter Fitz sowie Katharina Thalbach und Sissy Höfferer
- 1981: Günter Lamprecht
- 1982: Michael Habeck
- 1983: Peter Fitz und Gert Voss sowie Barbara Sukowa
- 1984: Magdalena Ritter
- 1985: Josef Bierbichler für die Titelrolle in Gust von Herbert Achternbusch und Ilse Ritter
- 1986: Ulrich Tukur
- 1987: Gert Voss
- 1988: Helmuth Lohner und Ulrich Wildgruber sowie Susanne Lothar und Jutta Lampe
- 1989: Libgart Schwarz
- 1990: Gert Voss sowie Jutta Lampe und Tana Schanzara
- 1991: Udo Samel und Norbert Schwientek
- 1992: Gert Voss und Ignaz Kirchner sowie Imogen Kogge und Almut Zilcher
- 1993: Jürgen Holtz und Kirsten Dene
- 1994: Henry Hübchen sowie Marion Breckwoldt, Marlen Diekhoff, Gundi Ellert, Ulrike Grote, Ilse Ritter und Anne Weber
- 1995: Martin Wuttke sowie Ortrud Beginnen, Hilke Ruthner und Ursula Höpfner
- 1996: Josef Bierbichler für die Rolle des Lopachin in Tschechows Kirschgarten, Regie: Peter Zadek und Corinna Kirchhoff
- 1997: Corinna Harfouch
- 1998: Ignaz Kirchner und Gert Voss sowie Natali Seelig
- 1999: Otto Sander und Angela Winkler
- 2000: Thomas Thieme und Jutta Lampe
- 2001: Michael Maertens, Einar Schleef, Gert Voss, Bruno Ganz, Henry Hübchen und Ueli Jäggi sowie Judith Engel
- 2002: André Jung und Dagmar Manzel
- 2003: Martin Wuttke und Anne Tismer
- 2004: Thomas Dannemann und Sunnyi Melles
- 2005: Ulrich Matthes und Wiebke Puls
- 2006: Felix Goeser  und Katharina Schüttler
- 2007: Joachim Meyerhoff und Judith Rosmair
- 2008: Jens Harzer, Ulrich Matthes und Constanze Becker
- 2009: Alexander Scheer und Birgit Minichmayr
- 2010: Fabian Hinrichs und Paul Herwig sowie Annette Paulmann, Sandra Hüller und Margit Bendokat
- 2011: Jens Harzer und Lina Beckmann
- 2012: Sebastian Rudolph und Sophie Rois
- 2013: Steven Scharf und Sandra Hüller
- 2014: Peter Kurth und Bibiana Beglau
- 2015: Samuel Finzi und Stefanie Reinsperger
- 2016: Edgar Selge und Caroline Peters[1]
- 2017: Joachim Meyerhoff und Valery Tscheplanowa[2]
- 2018: Benny Claessens und Caroline Peters
- 2019: Nils Kahnwald und Sandra Hüller
- 2020: Fabian Hinrichs und Sandra Hüller
- 2021: Benjamin Lillie und Maja Beckmann[3]
- 2022: Lina Beckmann und Samouil Stoyanov[4]
- 2023: Joachim Meyerhoff und Wiebke Mollenhauer
- 2024: Dimitrij Schaad und Lina Beckmann[5]